# Duraznotitlán
Duraznotitlán är en ort i Mexiko.   Den ligger i kommunen Olinalá och delstaten Guerrero, i den sydöstra delen av landet, 180 km söder om huvudstaden Mexico City. Duraznotitlán ligger 1 791 meter över havet och antalet invånare är 166.
Terrängen runt Duraznotitlán är huvudsakligen kuperad. Duraznotitlán ligger uppe på en höjd. Runt Duraznotitlán är det ganska glesbefolkat, med 28 invånare per kvadratkilometer. Närmaste större samhälle är Huamuxtitlán, 19,5 km öster om Duraznotitlán. I omgivningarna runt Duraznotitlán växer huvudsakligen savannskog.